# Chlorophyllum nothorachodes
Espèce
Chlorophyllum nothorachodes est une espèce de champignons à lames de la famille des Agaricaceae. Découvert en Australie, il a été officiellement décrit en 2003 à partir d'une collection provenant d'un jardin de Stirling, dans le territoire de la capitale australienne. Les basidiocarpes du champignon ont des chapeaux pouvant atteindre 28 cm de large, recouverts de taches brun foncé et de petites écailles. Les lames ne sont pas attachées au pied et sont très serrées. Les basidiospores ont une paroi épaisse et mesurent de 9-12 par 6-8 μm ; les basides (cellules porteuses de spores) sont à quatre spores, n'ont pas d'anse d'anastomose à leur base et ont des dimensions de 29-36 par 9-11 μm. Les cystides, qui n'ont pas non plus d'anse d'anastomose à la base, mesurent 22-44 par 6,5-17 μm. Le nom botanique dérive du grec ancien νόθος ("faux") et de rachodes, en référence à sa ressemblance avec Chlorophyllum rhacodes.